# Araripedactylus
Araripedactylus byl velkým rodem ptakoještěra, popsaným ze spodnokřídové brazilské formace Santana. Tento pterodaktyloidní ptakoještěr není dosud dobře znám a jeho taxonomická pozice tak zůstává stále nejistá.